# Студентски трг
| Студентски · трг                                  | Студентски · трг                     |
| ------------------------------------------------- | ------------------------------------ |
|                                                   |                                      |
| Општина                                           | Градска општина Стари град (Београд) |
| Почетак                                           | Узун-Миркова ул. Васина ул.          |
| Крај                                              | ул. Васе Чарапића ул. Браће Југовића |
| Створена                                          | почетком 19. века                    |
| Стари називи                                      | Краљев трг                           |
|                                                   |                                      |
|                                                   |                                      |
| Студентски трг са Етнографским музејом у позадини |                                      |

Студентски трг је најстарији градски трг у Београду и заузима простор између улице Васе Чарапића до Узун-Миркове. У оквиру Студентског трга се налази и Универзитетски парк.

## Антика
На платоу испред Филозофског факултета су установљена три хоризонта насеља: плетер и леп; камена грађевина (ца. 170-200); терме од опека (3/4. ст.). У Студентском парку су откривене терме датиране у 3. век. На ширем простору Студентског трга су откривени бројни зидови од опека, остаци подова и фресака.

## Трг у XIX веку
За време Турске окупације, овде се налазило турско гробље, које се ту налазило до шездесетих година 19. века. На месту данашњег Универзитетског парка, 1824. године отворено је Пазариште, које је касније преименовано у Велика пијаца. Негде 1860-тих на источном делу су били хотел "Македонија", кафана код "Танаска Рајића", по једна колонијално-бакалска радња и фурунџиница. На крову Велике школе је била осматрачница за пожар. Приликом прераде урбанистичког плана 1869. Студентски трг је добио правилнији облик. На једној страни трга је остала Велика пијаца, док је на другој направљен парк. Препознатљивост тргу даје Капетан-Мишино здање, које је било и остало место препознавања овог трга. Кад је наш велики добротвор Миша Анастасијевић 1863. године поклонио овај објекат, Лицеј је био претворен у Велику школу.   Тај објекат данас користи Ректорат Универзитета у Београду.
Западно од Капетан-Мишиног здања, преко пута ул. Вука Караџића, налазе се здања пре рата позната као Нови универзитет. Ту се 1840-тих налазило неколико кућа. Једна од њих је била кућа капетана Мише Анастасијевића, у којој је живео кнез Александар Карађорђевић, пре него што се преселио у кућу браће Симић на Теразијама, а овде ће "много доцније" бити смештен Народни музеј.

## Трг у XX веку
Почетком 1920-тих на Великој пијаци се налазило "источњачко шаренило, прљавштина и метеж", са пиљарским баракама. Поводом краљеве свадбе 1922. један део пијаце је регулисан како би био створен сквер пред универзитетом.
Године 1927, је завршено склањање Велике пијаце, и тада је цео простор претворен у парк. 1897. овде је подигнут споменик Јосифу Панчићу, а 1930. је пренет споменик Доситеја Обрадовића. Зграда Берзе је подигнута 1934, данас је у њој Етнографски музеј. Споменик Јовану Цвијићу откривен је 1953. године. Раније се у парку налазила чесма посвећена Александру Обреновићу.
Пре Првог светског рата на ивицама трга су се налазила два хотела - Македонија (на углу Васе Чарапића и Студентског трга, испод кога је пронађен бунар, наводно римски) и Империјал (поред Капетан-Мишиног здања, подигнут на рушевинама "Турског хана" који је стајао до касних 1870-тих.). На углу Студентског трга и Узун-Миркове улице се налазила кафана Уједињење, која је срушена 1935. године. Тргом су ишли и трамваји (шине су уклоњене 1936). На месту "Македоније" је пред рат планирано подизање зграде од 13 спратова, која би била највиша у граду. На Краљевом тргу 8, у мају 1939. освећена је палата која је требала да служи као главни извор прихода црквене општине Саборне цркве.

## Студентски трг данас
Данас је Студентски трг окружен седиштима више факултета - Филозофским, Филолошким, Природно-математичким и Географским. У средишту трга се налази Универзитетски парк, који је обновљен током 2012. године и представља једно од омиљених места Београђана за дружење и опуштање.
На Студентском тргу се налази зграда Коларчевог народног универзитета, Етнографског музеја, простори Библиотеке града Београда у којима су смештени фонд периодике и дечја библиотека „Драган Лукић”, као и зграда у којој се налази седиште Социјалистичке партије Србије (СПС).